# Psychotria subcaudata
Psychotria subcaudata är en måreväxtart som beskrevs av Theodoric Valeton. Psychotria subcaudata ingår i släktet Psychotria och familjen måreväxter. Inga underarter finns listade i Catalogue of Life.